# Modena City Ramblers
Modena City Ramblers (MCR) é um grupo musical italiano criado em 1991.
Se autodefinem como um grupo de combat folk, mesclando o folk irlandês com o rock e ritmos tradiconais italianos.
Sua música se caracteriza dessa forma pelo uso de instrumentos e ritmos populares da europa céltica, e o espírito rebelde e combativo que expressam nas letras de inspiração anarquista, anti-fascista e anti-máfia.
O grupo também compõe letras inspiradas na literatura, em especial as obras do colombiano Gabriel García Márquez, como as canções do álbum de 1997, "Terra e Libertà": 
- Cent'anni Di Solitudine, Macondo Express, Il Ballo Di Aureliano (Cem anos de solidão),
- L'amore Ai Tempi Del Caos (O Amor nos tempos do cólera).

## Formação
Ao longo dos anos se registraram várias mudanças na composição do grupo. Logo após seu primeiro álbum, tornou-se órfão do vocalista Alberto Morselli. Em 1996 entra Francesco Moneti no lugar de Marco Michelini. Em 2001 abandonam também Giovanni Rubbiani e Alberto Cottica, autores de muitas das poesias das canções. Depois de quatorze anos, em 18 de novembro de 2005, o cantor Stefano "Cisco" Bellotti deixa o grupo que fica sem um vocalista. A nova formação, apresentada em 27 de janeiro de 2006 é:
- Davide "Dudu" Morandi: voz, baixo, guitarra acústica, metalofone (xilofone), gaita
- Betty Vezzani: voz, guitarra acústica, guitarra elétrica, pandeiro, bandolim
- Massimo "Ice" Ghiacci: baixo elétrico e baixo acústico (baixolão), contrabaixo acústico, Washtub bass (tea-chest bass, bidofono), coro, guitarra acústica
- Franco D'Aniello: flauta, flauta irlandesa, trompete, contrafagote (fagote), coro, guitarra acústica, bandolim
- Francesco "Fry" Moneti: guitarra acústica e elétrica, guitarra barítona, violino acustico e violino elétrico, violino indiano, banjo, alaúde, metalofone, coro, voz
- Roberto Zeno: bateria, percussão, coro, bandolim, guitarra acústica, piano
- Arcangelo "Kaba" Cavazzuti: bateria, percussão, guitarra acústica, baixo, charango, piano, shaker, banjo, coro
- Luca "Gabibbo" Giacometti: bouzouki, bandolim, banjo, guitarra acústica, coro (falecido em um acidente automobilístico em 6 de outubro de 2007)

## Discografia

### Álbuns
- 1994 – Riportando tutto a  casa
- 1996 – La grande famiglia
- 1997 – Terra e libertà
- 1998 – Raccolti
- 1999 – Fuori campo
- 2002 – Radio Rebelde
- 2004 – ¡Viva la vida, muera la muerte!
- 2005 – Appunti partigiani
- 2006 – Dopo il lungo inverno
- 2008 - Bella ciao - Italian Combat Folk for the Masses
- 2009 - Onda libera

### Mini CD
- 1998 – Cent'anni di solitudine
- 1999 – L'Italia ai tempi dei Modena City Ramblers
- 2003 – Modena City Remix
- 2003 – Gocce
- 2004 – El presidente

### Raridades
- 1992 – On the First Day of March...Live Demo - fita demo
- 1993 - Combat Folk – fita demo
- 2000 - Il resto raccolto – editado exclusivamente para o Fanclube

### DVD
- 2004 - Clan Banlieue - 12 anos de músicas, shows, entrevistas, viagens e vídeos inéditos

### Participações
- 1995 - Tributo ad Augusto - participação com a canção Atomica Cinese
- 1995 - Materiale resistente - participação com a canção Bella ciao
- 1995 - I disertori - tributo a Ivano Fossati - participação com a canção Gli amanti d'Irlanda
- 1999 - A come Ambiente (La Stampa) - participação com a canção Madre Terra
- 2002 - Piazza Carlo Giuliani ragazzo - participação com a canção La legge giusta
- 2003 - Balla veloce vivi lento - participação com a canção Le lucertole del folk
- 2007 - Tre colori di Graziano Romani - participação nas faixas Spiriti Liberi; Stesso Viaggio Stessa Città; Corre Buon Sangue.
- 2007 - Nessuno oltraggi nessuno - participação com a canção Socialdemocrazia dei Gang
- 2008 - 26 canzoni per Peppino Impastato - participação com uma versão ao vivo de 2004 de I cento passi